# Shōhei Imamura
Shōhei Imamura (jap. 今村 昌平 Imamura Shōhei; anhörenⓘ; * 15. September 1926 in Tokio; † 30. Mai 2006 ebenda) war ein japanischer Regisseur, Drehbuchautor und Schauspieler. Er zählt als einer der Mitbegründer der japanischen Nouvelle Vague (Nuberu Bagu) zu den einflussreichsten Regisseuren des japanischen Films.

## Biografie
Imamura war der Sohn eines Arztes und schon in frühen Jahren an Theater interessiert. 1945 schrieb er sich in Literaturwissenschaften an der Elitehochschule der Waseda-Universität in Tokio ein. Danach arbeitete Imamura von 1951 an bei der japanischen Filmgesellschaft Shōchiku. Shōhei Imamura war schon in seiner Jugend vom Avantgardetheater und vom Film fasziniert. Nach Kriegsende war er von den frühen Filmen Akira Kurosawas, besonders von Rashomon – Das Lustwäldchen, so beeindruckt, dass er bei ihm in die Lehre gehen wollte, was ihm aber nicht gelang. Stattdessen wurde er zum Schüler Ozu Yasujirōs, von dem er das Regiehandwerk lernte und von dessen Ästhetik Imamura stark beeinflusst wurde. In seiner Philosophie des Filmemachens wich Imamura aber völlig von seinem Lehrmeister ab. Er warf ihm vor, nur das „offizielle“ Japan zu zeigen, in dem die Menschen von traditionellen Werten geleitet seien. Imamura dagegen wollte das „wirkliche“ Japan darstellen.
Nachdem er einige Auftragsarbeiten für das Filmstudio Shōchiku erledigen musste, drehte er Filme nach seinen Vorstellungen. Er debütierte 1958 als Filmregisseur mit Nusumareta yokujō. Seine Filmstoffe handeln von der menschlichen Begierde und der daraus resultierenden Gewalt.
Während der Krise des japanischen Kinos in den 1970er Jahren drehte Imamura vorwiegend Dokumentarfilme für das Fernsehen. Erst 1979 konnte er mit dem Kriminalfilm Fukushū suru wa ware ni ari (Die Rache ist mein, 1979) die Durststrecke beenden. 1983 gelang ihm mit der alten Legende Die Ballade von Narayama der internationale Durchbruch und gewann damit die Goldene Palme bei den Filmfestspielen von Cannes 1983. Imamura war immer an den „kleinen Leuten“ interessiert, Bauern, Landflüchtlinge in der Stadt oder vom Schicksal geschlagene Prostituierte, das war das soziale Ambiente, das seine unbedingte Sympathie hatte.
Sein letztes Werk war ein elfminütiger Kurzfilm für den Episodenfilm 11′09″01 – September 11, für den unter anderem auch Ken Loach und Alejandro González Iñárritu Filme drehten.
In dem 2002 gedrehten südkoreanischen Film 2009 Lost Memories von Lee Si-myung spielt Imamura in einer Nebenrolle einen Historiker.
Imamura starb im Alter von 79 Jahren an Leberkrebs. Er hinterlässt seine Frau Akiko, mit der er fast 50 Jahre verheiratet war und die ihm seit 1997 assistierte, sowie zwei Söhne und eine Tochter. Der Regisseur Takashi Miike war einer von Imamuras Schülern.

## Kritik und Bedeutung
Imamura zählt zu den Mitbegründern der japanischen Nouvelle Vague (Nuberu Bagu), seine Sujets behandeln auch Tabuthemen wie Inzest, die Zwangsprostitution japanischer Frauen durch die Armee (Karayuki-San), Gattenmord (Der Aal) und Elternmord (Die Ballade von Narayama). Trotz dieses drastischen Realismus besaßen seine Filme laut Gerhard Midding „Würde und Erhabenheit.“

„Imamura hingegen übte scharfe Kritik am Materialismus der Nachkriegsgesellschaft und griff Tabus wie Inzest und Pornographie auf. Die breite Leinwand dient ihm als Terrain der Raserei, des sinnlichen Taumels. Seine Bildkompositionen restituierten einen gesellschaftlichen Rahmen, in den Instinkte und Begierden einbrechen.“

„Dank seiner Kompromisslosigkeit und dem Mut, die Klischees der Darstellung Japans im Film immer wieder zu durchbrechen, wurde Imamura neben Akira Kurosawa zu einem der bedeutendsten Regisseure des japanischen Kinos.“

## Auszeichnungen
Imamura wurde vielfach für seine Filme ausgezeichnet. So erhielt er unter anderem mehrmals den Japanese Academy Award, den Kinema Junpo Award und den Blue Ribbon Award. Seine Filme Nianchan (1959) und Nippon konchuki (1963) liefen im Wettbewerb der Berlinale, die Filme Die Ballade von Narayama (1983) und Der Aal (1997) erhielten die Goldene Palme bei den Internationalen Filmfestspielen von Cannes. Er war damit der vierte Regisseur, der zwei Mal mit der Goldenen Palme ausgezeichnet worden war.

## Zitate
- „Ich bin an der Beziehung zwischen dem unteren Bereich des menschlichen Körpers und dem unteren Bereich der Gesellschaft interessiert.“[3]
- „Es ist um einiges leichter gehorsam zu sein und zum Establishment zu gehören, aber dies ist nicht meine Lebenseinstellung. Ich versuche immer, die Gesellschaft mit meinen Filmen komplett zu verändern.“[4]

## Filmografie (Regie)
- 1958: Nusumareta yokujô (盗まれた欲情)
- 1958: Nishi Ginza ekimae (西銀座駅前)
- 1958: Hateshi naki yokujō (果てしなき欲望)
- 1959: Nianchan (にあんちゃん)
- 1961: Schweine, Geishas und Matrosen (豚と軍艦 Buta to gunkan)
- 1963: Das Insektenweib (にっぽん昆虫記 Nippon konchūki)
- 1964: Verbotene Leidenschaft (赤い殺意 Akai satsui)
- 1966: Einführung in die Menschenkunde (「エロ事師たち」より 人類学入門 „Erogotoshitachi“ yori: Jinruigaku nyūmon)
- 1967: Ein Mann verschwindet (人間蒸発 Ningen jōhatsu)
- 1968: Die tiefe Sehnsucht der Götter (神々の深き欲望 Kamigami no fukaki yokubō)
- 1970: Die Geschichte Japans nach dem Krieg und das zerrissene Leben einer Barfrau (にっぽん戦後史 マダムおんぼろの生活 Nippon sengo shi: Madamu Onboro no seikatsu)
- 1975: Karayuki-san
- 1979: Fukushū suru wa ware ni ari (復讐するは我にあり)
- 1981: Der Dieb und die Geisha (ええじゃないか Ējanaika)
- 1983: Die Ballade von Narayama (楢山節考 Narayama bushikō)
- 1987: Zegen (女衒)
- 1989: Schwarzer Regen (黒い雨 Kuroi ame)
- 1997: Der Aal (うなぎ Unagi)
- 1998: Dr. Akagi (カンゾー先生 Kanzō-sensei)
- 2001: Wasserspiele (赤い橋の下のぬるい水 Akai hashi no shita no nurui mizu)
- 2002: 11′09″01 – September 11, Episode: Japan